# ジム・メッシーナ
ジム・メッシーナ（Jim Messina）の名で活動するジェームズ・メルヴィン・メッシーナ（James Melvin Messina、1947年12月5日 -　カリフォルニア州メイウッド出身）はアメリカ合衆国のシンガーソングライター、ギタリスト、ベーシスト、音楽プロデューサー。バッファロー・スプリングフィールド、ポコ、ロギンス&メッシーナなどで活躍した。

## キャリア
バッファロー・スプリングフィールドの後期にプロデューサー、レコーディング・エンジニアとして参加。最終的にはベーシスト（ブルース・パーマーの後任）としてバンドに正式加入し、グループのラスト・アルバムの制作に参加した。
バッファロー・スプリングフィールド解散後に、リッチー・フューレイとポコ結成。作詞作曲とリードギター、ボーカルを担当した。2枚のスタジオ・アルバムとライブアルバム1枚を残しポコを脱退。
ポコ脱退後は、コロムビア・レコードとプロデューサーとして契約。彼がポコ在籍中から懇意であったケニー・ロギンスのプロデュースを手掛けることになる（1970年の12月、当時ABCレコード所属の作詞・作曲家であったロギンスは、メッシーナの家で共にロギンスの作品をレコーディングしたことがあった）。メッシーナは、コロムビア・レコードの当時の社長や、先輩プロデューサーのクライヴ・デイヴィスに会い、当時まだ無名のロギンスのデビューに際し、バッファロー・スプリングフィールド、ポコで既に有名になっていた自分の名前を貸し、自らがアーティストとして参加することを提案した（ロギンス&メッシーナ）。
メッシーナは、バッファロー・スプリングフィールド、ポコ時代に書き貯めた曲を提供。彼は、ロギンスがカントリーロック的なアプローチの曲にも、R&Bのいずれにも対応できることを感じた。また、ロギンスのためにケニー・ロギンス・バンドを編成した。
1971年11月、ファースト・アルバム "Kenny Loggins with Jim Messina Sittin' In." をリリース。その後ロギンス&メッシーナは、バンドと共にツアー、レコーディングを行い、1976年までに2,000万枚以上のアルバムを売った。
1976年にロギンスとのデュオを解散、1979年、メッシーナは自らプロデュースした初のソロ・アルバム "Oasis" をリリース。ロックとラテン・ジャズの融合に挑んだ音楽性はユニークなものであったが、ロギンス&メッシーナとは異なるサウンドを良しとしないコロムビア・レコードと対立。これが元でメッシーナはワーナー・ブラザース・レコードに移籍する。
1981年、ワーナーから自身2枚目のソロ・アルバム "Messina" リリース。フォーク、ロック、ラテン、軽いジャズ・タッチのナンバーまで幅広い音楽性を披露した。
1986年には、よりロック色を強めた3枚目のアルバム "One More Mile" をリリース。この作品では、若い有望なセッション・ミュージシャンを多数起用し、バッキング・ボーカルとしてエディ・レイマンやポーリーン・ウィルソンが参加した。収録曲の "The Island" ではスラックキーギターを披露、ハワイアン・ミュージックへの愛着を表現した。
1989年には、オリジナル・ラインアップでポコを再結成、リユニオン・ツアーを敢行したほか、アルバム "Legacy" をリリースした。メッシーナは4曲の作曲に参加。ギター、マンドリンを演奏し、3曲でリードボーカルも担当した。
2005年にはロギンスとのデュオを再結成。大成功に終わった全米ツアーは後にライブ・アルバム、DVD "Loggins and Messina Live - Sittin' in Again, at The Santa Barbara Bowl" としてリリースされた。2009年にも再々結成し、大規模なツアーを行った。
2009年、キューバ音楽、スペイン音楽の影響を受けた "Under a Mojito Moon-Part 1" をリリース。
現在は、ソロ・アーティストとしての活動の傍ら、プロデューサー、レコーディング・エンジニアとしても活動中。また、自ら立ち上げた The Songwriters' Performance Workshop を主宰。全米の保養所、リゾート施設、ホテルなどを借り切り、作詞家、作曲家、歌手を指導している。